# Witold Nowacki
Witold Nowacki (Zakrzewo, 20 de julho de 1911 — Varsóvia, 23 de agosto de 1986) foi um engenheiro e matemático polonês.
Foi prisioneiro na Segunda Guerra Mundial, onde exercitou sua vocação em mecânica durante os cinco anos em que esteve confinado.